# 藤沢チヒロ
藤沢 チヒロ（ふじさわ チヒロ）は、日本の漫画家、イラストレーター、編集者である。千葉県柏市出身、北海道札幌市在住。

## 経歴
学習院大学卒業後、2000年（平成12年）に秋田書店「comic MIU」で漫画家デビュー。
エンターブレイン（現KADOKAWA）での女子向けライトノベルの編集担当ほか、いくつかの出版社勤務を経て2011年（平成23年）よりフリー。
仮面ライダー響鬼のキャラクターデザインを担当した。
また、2001年（平成13年）以降、国際興業バスのイラストレーターを担当している。札幌スクールオブミュージック&ダンス専門学校ノベリストコース講師。